# LS IV −14° 116
LS IV −14° 116 (auch verkürzt LS IV −14 116, bzw. V366 Aquarii) ist ein Stern an der Grenze der Sternbilder Steinbock und Wassermann. Er gehört zur Klasse der heliumreichen B-Unterzwerge (Typ: V361 Hya) und ist ungefähr 2000 Lichtjahre von der Erde entfernt., gemäß Gaia DR2 1370 Lichtjahre.
Forscher um Simon Jeffrey vom nordirischen Armagh-Observatorium gehen davon aus, dass sich Zirkonium als funkelnde Wolkenschicht um LS IV −14° 116 gelegt hat. Mit einem Spektrografen analysierten Forscher die chemische Zusammensetzung der Sternatmosphäre. Die Analyse ergab, dass der alte Stern rund zehntausendmal so viel Zirkonium besitzt wie unsere Sonne. Ein so hoher Zirkonium-Gehalt sei noch bei keinem Stern gemessen worden. Auch die Metalle Strontium, Germanium und Yttrium sind dort tausendfach häufiger. Vermutlich seien diese Metalle jedoch nur in den Außenschichten des Sterns so reichhaltig vorhanden. Die Wolkenschicht enthält rund vier Milliarden Tonnen Zirkonium. Die Zirkonium-Wolken dürften dem Stern eine schillernde Erscheinung verleihen. Direkt beobachten lässt sich das jedoch nicht, dafür ist der alte Stern über 1000 Lichtjahren zu weit entfernt.